# Pattinaggio di velocità ai II Giochi olimpici invernali - 5000 m maschile
La competizione dei 5000 metri di pattinaggio di velocità dei II Giochi olimpici invernali si è svolta il giorno 13 febbraio 1928 allo stadio olimpico del ghiaccio Badrutts Park di Sankt Moritz.

## Risultati
| Pos.    | Concorrente            | Nazione       | Tempo   |
| ------- | ---------------------- | ------------- | ------- |
| Oro     | Ivar Ballangrud        | Norvegia      | 8'50"5  |
| Argento | Julius Skutnabb        | Finlandia     | 8'59"1  |
| Bronzo  | Bernt Evensen          | Norvegia      | 9'01"1  |
| 4       | Irving Jaffee          | Stati Uniti   | 9'01"3  |
| 5       | Armand Carlsen         | Norvegia      | 9'01"5  |
| 6       | Valentine Bialas       | Stati Uniti   | 9'06"3  |
| 7       | Michael Staksrud       | Norvegia      | 9'07"3  |
| 8       | Otto Polacsek          | Austria       | 9'08"9  |
| 9       | Gustaf Andersson       | Svezia        | 9'09"7  |
| 10      | Ossi Blomqvist         | Finlandia     | 9'09"9  |
| 11      | Siem Heiden            | Paesi Bassi   | 9'10"0  |
| 12      | Clas Thunberg          | Finlandia     | 9'11"8  |
| 13      | Bertel Backman         | Finlandia     | 9'14"0  |
| 14      | Eddie Murphy           | Stati Uniti   | 9'19"5  |
| 15      | Alberts Rumba          | Lettonia      | 9'19"7  |
| 16      | Fritz Jungblut         | Germania      | 9'26"7  |
| 17      | John O'Neil Farrell    | Stati Uniti   | 9'29"2  |
| 18      | Léon Quaglia           | Francia       | 9'33"3  |
| 19      | Wim Kos                | Paesi Bassi   | 9'34"2  |
| 20      | Zoltán Eötvös          | Ungheria      | 9'34"4  |
| 21      | Aleksander Mitt        | Estonia       | 9'35"2  |
| 22      | Ross Robinson          | Canada        | 9'38"9  |
| 23      | Cyril Horn             | Gran Bretagna | 9'45"0  |
| 24      | Christfried Burmeister | Estonia       | 9'46"2  |
| 25      | Kęstutis Bulota        | Lituania      | 9'49"8  |
| 26      | Rudolf Riedl           | Austria       | 9'53"5  |
| 27      | Fritz Moser            | Austria       | 9'57"8  |
| 28      | Arthur Vollstedt       | Germania      | 9'58"5  |
| 29      | Willy Logan            | Canada        | 10'10"3 |
| 30      | Charles Thaon          | Francia       | 10'18"8 |
| 31      | Leonard Stewart        | Gran Bretagna | 10'40"0 |
| 32      | Fred Dix               | Gran Bretagna | 10'55"6 |
| -       | Erhard Mayke           | Germania      | DNF     |